# Stade Malien
Stade Malien is een voetbalclub uit de Malinese hoofdstad Bamako. 
De club werd in 1960 gevormd na een fusie tussen Jeanne d'Arc (1938) en Espérance de Bamako (1958). Samen met Djoliba AC is het de succesvolste club van het land. In 1964 werd de finale van de Afrikaanse beker voor landskampioenen bereikt. 
Jeanne d'Arc was in 1953 en 1956 winnaar van de Beker van Frans-West-Afrika en in 1951 en 1960 finalist in dit bekertoernooi.

## Erelijst
Landskampioen
in 1970, 1972, 1984, 1987, 1989, 1993, 1994, 1995, 2000, 2001, 2002, 2003, 2005, 2006, 2007, 2010, 2011, 2013
Beker van Mali
winnaar in 1961, 1963, 1970, 1972, 1982, 1984, 1985, 1986, 1988, 1990, 1992, 1994, 1997, 1999, 2001, 2006, 2013
finalist in 1968, 1975, 1979, 1983, 1995, 1998, 2000, 2002, 2009, 2011
Afrikaanse beker voor landskampioenen
finalist in 1964
CAF Confederation Cup
winnaar in 2009

## Bekende (ex-)spelers
- Modibo Maïga (2004-2006)